# Johannes Löwenklau
Johannes Löwenklau, auch: Johann Lewenklaw, Leunclavius, Amelsburnus (* verm. Juli 1541 in Coesfeld; † Juni 1594 in Wien) war ein deutscher Rechtswissenschaftler, Gräzist und Historiker.

## Leben
Löwenklau studierte ab 1555 an der Universität Wittenberg bei Philipp Melanchthon, 1562 wechselt er an die Universität Heidelberg, wo er ab 1563 ein Studium der Rechtswissenschaften verfolgte und dazu sich im Wintersemester 1566 an die Universität Basel begab. Man hatte ihn bereits für die Nachfolge in der Professur des Gräzisten Wilhelm Xylander in Heidelberg ausersehen. Da er selbst als Kryptocalvinist galt, kam er jedoch nach dem Tod von Friedrich III. von der Pfalz, durch den Wechsel in der Kirchenpolitik, nicht mehr in das Amt.
Seit 1565 unternahm der von Gönnern abhängige Gelehrte daher ausgedehnte Reisen, die ihn in den Orient führten und auf denen er sich bei seinen Zeitgenossen den Ruf eines Kenners der türkischen Geschichte erwarb. Er war 1584/85 an der Hohen Pforte in Konstantinopel. Zuvor hielt er sich zwei Jahre am Hof in Turin auf, war von 1580 bis 1581 am Hof der Este in Ferrera, unternahm außerdem ausgedehnte Reisen durch Deutschland und war zuletzt in Mähren tätig. Außerdem sind von ihm lateinische und griechische Widmungs- und Gelegenheitsdichtungen bekannt geworden, die er in Distichenform verfasste. Auch hat er sich als Übersetzer der Werke der Kirchenväter von Gregor von Nyssa und Gregor von Nazianz sowie des Historikers Dio Cassius und anderer byzantinischer Historiker beschäftigt.

## Werkauswahl
- Ξενοφώντος ἅπαντα τα σωζόμενα βιβλία / Xenophontis et imperatoris & philosophi clarissimi omnia, quae extant, opera, Basel: Thomas Guarin 1569
- Annales Svltanorvm Othmanidarvm, A Tvrcis Sva Lingva Scripti… (nach einer Übersetzung von Hans Caudir von Spiegel), Frankfurt/M. 1588, 1596, (online) im Münchener Digitalisierungszentrum
- Historiae Musulmanae Turcorum, De Monumentis Ipsorum Exscriptae, Libri XVIII, Frankfurt/M. 1591, (online) im Münchener Digitalisierungszentrum
  - unter dem deutschen Titel Neuwe Chronica türckischer Nation. Andreas Wechels Erben, Frankfurt am Main 1590 (Digitalisat); 2. Auflage Andreas Wechels Erben de Marne vnd Aubri, Frankfurt am Main 1595 (Digitalisat der Bayerischen Staatsbibliothek München), (Google-Books)
- Xenophons, Basel 1594 postume Übersetzung
- Plutarch, Basel 1565 Übersetzung
- Apologia, 1576, Frankfurt/M 1588
- Ecloga sive Synopsis Basilicorum, Basel 1575
- Paratitela, Frankfurt/M 1593
- Iuris Greco-Romani tam canonici quam civlis tomi duo, Frankfurt/M 1596 postume Ausgabe von M. Freher.